# Bodești, Arad
Bodești este un sat în comuna Hălmagiu din județul Arad, Crișana, România.

## Edificii culturale de interes național
- Biserica Pogorârea Sfântului Spirit